# جاش مک‌ایچران
 جاش مک‌ایچران  (به انگلیسی: Josh McEachran) (زاده ۱ مارس ۱۹۹۳ در آکسفورد) بازیکن فوتبال انگلیسی است. او از نوجوانی تاکنون در باشگاه چلسی بازی کرده‌است. همچنین وی در تیم‌های پایه ملی انگلیس نیز توپ زده‌است.

## افتخارات

### باشگاهی
چلسی
- جام حذفی فوتبال جوانان انگلستان: ۲۰۱۰

### بین‌المللی
زیر ۱۷ سال انگلستان
- مسابقات قهرمانی فوتبال زیر ۱۷ سال اروپا (۱): ۲۰۱۰